# Rian Johnson
Rian Craig Johnson (født 17. december 1973) er en amerikansk filmskaber. Han vandt juryens specialpris for original dramatik for sin debutfilm Brick ved Sundance Film Festival i 2005. Efterfølgende har han instrueret The Brothers Bloom (2008) og Looper (2012) samt tre afsnit af AMC-serien Breaking Bad (Fly, Fifty-One og Ozymandias).
Johnson er forfatter og instruktør på Star Wars: The Last Jedi (2017), den ottende film i Star Wars-sagaen. Han skal desuden skrive og instruere den første film i en kommende fjerde Star Wars-trilogi.